# Биндас Зоряна Юріївна
Зоряна Юріївна Биндас (нар. 10 лютого 1985, с. Великі Гаї, Тернопільська область) — українська продюсерка, письменниця, журналістка.

## Життєпис
Зоряна Биндас народилася 10 лютого 1985 року в селі Великих Гаях, нині Великогаївської громади Тернопільського району Тернопільської області України.
Навчалася у Великогаївській середній школі (із золотою медаллю). Закінчила факультет «Комп'ютерних інформаційних технологій» Тернопільської академії народного господарства (нині Західноукраїнський національний університет). З першого курсу почала працювати в ЗМІ. Згодом здобула другу вищу освіту на факультеті психології Тернопільського національного педагогічного університету імені Володимира Гнатюка за спеціальністю «Психологія».
Понад 20 років працює у сфері медіа та телебачення. Вона є продюсеркою документальних фільмів, телевізійних програм.
Працювала менеджеркою та журналісткою у друкованих та онлайнових виданнях. Стала ведучою, а потім програмною директоркою радіостанції «УХ-Радіо», заснувала інтернет-видання «ДОБА», у 2017—2018 роках була головною редакторкою ТО «Бюро новин» у Тернопільській регіональній дирекції Суспільного. З лютого 2018 року до кінці 2022 року — продюсерка Тернопільської філії НСТУ. З 2023 року — креативна продюсерка Суспільного мовлення. Проводить тренінги з медіа-грамотності та критичного мислення.
Грає в театрі «Сузір'я».

## Професійна діяльність
Продюсерка проєктів Суспільного. Серед них:
- «Без перешкод»[3]
- «Дожити до 100 по-українськи» (переможець конкурсу Japan Prize 2023)[2][4]
- «Печерні»[5]
- «Ціна українського хліба»[6]
- «Двоколісні історії»[7]
- «Українці поруч»
- «Мандрівка довоєнним Тарнополем»
- «Мистецтво жити»
- «Історії (не)забутих сіл»
- «Вертеп».

## Літературна діяльність
Пише зі школи. Оповідання з'являлись в газетах «Ровесник», «Вільне життя», «Свобода». Оповідання та есе також були надруковані в виданнях літературних і не дуже: журнал «Жіночі історії», літературний журнал «Дніпро», збірка «Озброєні словом», «Все про бухгалтерський облік» та інших.
Книги:
- «Є пульс!»
- «Котики-патріотики» (потрапила в короткий список літературної премії «Гуманна книжка» від Uanimals)[8]
- «Трубачі з Підгорбиків»
- «Безсмертя»

У доробку — кілька десятків віршованих текстів, які друкувались в літературному журналі «Дніпро», альманахах і збірках. Пише тексти, які стають піснями тернопільського гурту «Називний відмінок».
Засновник літературного роз'єднання «ЛітТер».

## Відзнаки
- потрапила в ТОП 100 найкращих тернополян[9]